# Lishi arlivirus
Lishi arlivirus — вид негативно спрямованих одноланцюгових РНК-вірусів порядку Mononegavirales Виявлений в організмі павуків в Китаї. Містить геном розміром близько 12 кб. Кодує три білки.

## Назва
Родова назва Arlivirus складається з трьох частин: Arachnida (павуки — господарі, в яких живе вірус) Lishi (Ліші — місто у Китаї, типове місцезнаходження) та virus (вірус). Видова ознака Lishi — походить від типового місцезнаходження (місто Ліші).